# Ernst fon Bergman
Ernst Gustav Benjamin fon Bergman (18. decembar 1836 — 25. mart 1907) je bio profesor na katedri za hirurgiju u Berlinu, jedan od najvećih hirurga svog vremena i prvi lekar koji je uveo u medicinsku praksu asepsu. Ernst fon Bergman je bio vodeći nemački hirurg ne samo zbog svojih hirurških i naučnih dostignuća u oblasti asepse i ratne hirurgije, već i zbog njegovog, predanog, angažovanja u medicinskim istraživanjima nastavi i mnogobrojnim medicinskim društvima. Kao dostojan naslednik Bernhard-a von Langenbec-a on je istovremeno i veoma uspešno obavljao više dužnosti; profesora hirurgije na Univerzitetskoj bolnici u Berlinu (25 godina), predsednika Nemačkog društva za hirurgiju i profesora na Medicinskoj i hirurškoj vojnoj akademiji (na osnovu ukaza cara Vilhelma I).

## Život i karijera
Ernst fon Bergman je rođen 18. decembara 1836. u Rigi (danas Letonija), od oca Ričarda fon Bergmana Richard von Bergmann (1805—1878), župnik u Rugi i Berte Kriger Bertha Krueger (1816—1877). Dva puta se ženio, a sa drugom ženom rodio mu se sin poznati nemački internista Gustav fon Bergman (1878—1955). Kako nije uspeo da dobije dozvolu cara da upiše Bogoslovski fakultet Bergman je 1854. upusao studije medicine i iste završio na Univerzitetu u Dorpatu 1860. sa tezom iz farmakologije. Po završetku studija Bergman je nastavio je da radi u Dorpatu kao asistent Georga Adelmanna (1811–1888), sa kojim se mnogo bavio eksperimetalnim istraživanjima (embolizama, sklopetarnih i eksplozivnim povreda). Habilitirao se 1863. sa tezom o masnoj emboliji.
Inspirisan delima Pirogova, Bargman 1866. učestvuje kao dobrovoljac u austrijsko-pruskom ratu, u kome je posle bitke kod Kenigsberga radio u pruskom lazaretu. Nakon ovog rata Bergman učestvuje u još dva; nemačko-francuskom (1870—1871) i rusko-turskom 1877, u kojima je stekao bogato iskustvo u hirurškom lečenju ratnih povreda.
Ernst fon Bergman je imenovan za profesora fakulteta. 1871. Kao profesor obavljao je dužnosti; šefa hirurgije na univerzitetima u Dorpatu (1871–1878), Vircburgu (1878–1882) i Berlinu (Charité, 1882–1907).
Posle penzionisanja Langenbeka, kandidati za njegovo mesto u berlinskom Charitéu, (verovatno najpoznatijem hirurškom centru tog doba), bili su pored Bergmana i Franz King iz Getingena i Vincenz von Czerny iz Hajdelberga, ali za naslednik B. von Langenbecka na katedri hirurgije u Berlinu, imenovan je Ernst fon Bergman (kao jedan od najvećih hirurga svog vremena).
Posle više „napada“ kolitisa (zapaljenja debelog creva), Bergman je umro 25. marta 1907. u Visbadenu od peritonitisa (zapaljenja trbušne maramice). Sahranjen je na groblju u Potsdamu.

## Delo
„Bergman je bio izuzetan operator, a njegovu hiruršku karijeru obeležilo je shvatanje hirurgije kao nauke.“ Niz eksperimentalnih istraživanja Bergman je primenio u kliničkoj praksi. Nekoliko godina, pre istraživanja i otkrivanja mnogih bakterija, intenzivno se bavio istraživanjima infekcije rane i osteomijelitisa. Posebno su bila značajna Bergmanova istraživanja u neurohirurgiji, ratnoj i opštoj hirurgiji, onkologiji, abdominalnoj hirurgiji i laringologiji. 
„Bergman je u Dorpatu, sa svojim asistentom Kramerom, sproveo niz eksperimenata na psima. Posebno su proučavali odnos intrakranijalnog pritiska, arterijskog i venskog pritiska i utvrdili su, ubrizgavanjem želea, da dolazi do porasta arterijskog pritiska uz usporenje pulsa, a mereći intramoždani venski pritisak, utvrdili su mehanizam kasnije poznat kao Kušingov refleks“.
Zahvaljući brojnim eksperimentnim istraživanjima i ratnim iskustavima Bergman je postao jedan od utemeljivača intrakranijalne neurohirgije, 29.
ali i jedan od inicijatora primene antisepse (1877) i asepse (sterilizacija, 1886). Zato se u stručnim krugovima naziva „ocem asepse“.
Bergman je obavljao dužnost predsednika nemačkog udruženja hirurga (od 1888. do 1890, 1896. i 1900), a od 1902. je bio njihov počasni član.

## Napomene
1. ↑  Bergman je 1887. uspešno operisao karcinom larinksa princu Fridrihu.
2. ↑   Paul Cramer, pod Bergmanovim mentorstvom, publikovao je svoju tezu 1873. godine, kada je Kušing imao četiri godine. Kušing je došao do ovih nalaza u Bernu obilazeći Teodora Kohera.

## Spoljašnje veze
- (језик: немачки) Literaturliste im Online-Katalog[мртва веза]
- (језик: немачки) Personalsammlung mit digitalisierten Werken

|  | Molimo Vas, obratite pažnju na važno upozorenje u vezi sa temama iz oblasti medicine (zdravlja). |